# Double or Nothing
Double or Nothing (Brasil: O Dobro ou Nada ) é um filme estadunidense de 1937, do gênero comédia musical, dirigido por Theodore Reed e estrelado por Bing Crosby e Martha Raye. Com sua voz cavernosa, Martha rouba todas as cenas de que participa, enquanto Crosby canta três canções, entre elas o sucesso The Moon Got in My Eyes, de Arthur Johnston e Johnny Burke. Outros destaques são os brilhantes cenários e a montagem precisa de Edward Dmytryk.

## Sinopse
Antes de morrer, uma milionária excêntrica manda seu advogado espalhar bolsas com dinheiro pelas ruas de Nova Iorque. Quatro delas são devolvidas por pessoas honestas. De acordo com o testamento da falecida, elas, então, recebem 5000 dólares cada uma. Aquela que primeiro dobrar essa quantia, herdará todas as suas propriedades. Parentes gananciosos tentarão abortar os planos dos concorrentes.

## Elenco
| Ator/Atriz      | Personagem     |
| --------------- | -------------- |
| Bing Crosby     | Lefty Boylan   |
| Martha Raye     | Liza Lou Jane  |
| Andy Divine     | Half Pint      |
| Mary Carlisle   | Vicki Clark    |
| William Frawley | John Pederson  |
| Benny Baker     | Marinheiro     |
| Samuel S. Hinds | Jonathan Clark |